# Polo aquático nos Jogos Olímpicos de Verão de 1908

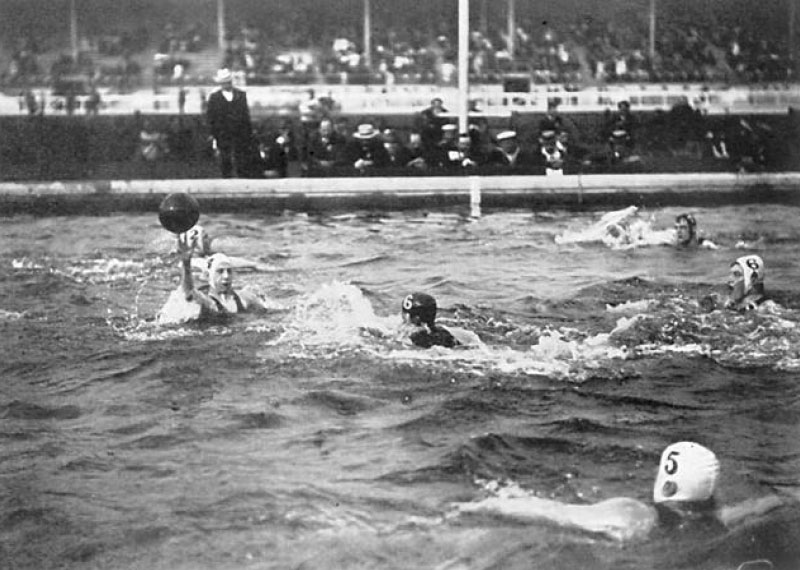
Confronto de Pólo aquático nos Jogos de Londres 1908

O torneio de Pólo aquático nos Jogos Olímpicos de Verão de 1908 foi realizado em Londres, Reino Unido.

## Masculino
| Ouro | Prata | Bronze |
| Grã-Bretanha (GBR) George Cornet Charles Forsyth George Nevinson Paul Radmilovic Charles Smith Thomas Thould George Wilkinson | Bélgica (BEL) Victor Boin Herman Donners Fernand Feyaerts Oscar Grégoire Herman Meyboom Albert Michant Joseph Pletinckx | Suécia (SWE) Robert Andersson Erik Bergvall Pontus Hanson Harald Julin Torsten Kumfeldt Axel Runström Gunnar Wennerström |

## Primeira fase
Apenas um confronto foi realizado na primeira fase. A Hungria que deveria enfrentar a Suécia desistiu do torneio e os suecos avançaram direto as semifinais.
|  | Bélgica                        | 8 | - | 1 | Países Baixos |  |
|  | Feyaerts 6, Donners, Pletinckx |   |   |   | K. Meijer     |  |

## Semifinal
Novamente apenas um confronto foi realizado. Nessa fase a Áustria que deveria medir-se com o Reino Unido desistiu da competição. O Reino Unido avançou direto a final sem realizar nenhum jogo até então.
|  | Bélgica                                      | 8 | - | 4 | Suécia              |  |
|  | Grégoire 3, Meyboom 2, Pletinckx 2, Feyaerts |   |   |   | Hanson 3, Andersson |  |

## Final
No primeiro e único duelo disputado, o Reino Unido derrotou a Bélgica, que havia disputado os dois jogos anteirores, e conqusitou o título do torneio olímpico de Pólo aquático em 1908.
|  | Bélgica            | 2 | - | 9 | Grã-Bretanha                         |  |
|  | Feyaerts, Grégoire |   |   |   | Wilkinson 4, Forsyth 3, Radmilovic 2 |  |